# مانويل إستيفاو سانتشيز
مانويل إستيفاو سانتشيز هو لاعب كرة قدم برتغالي في مركز الوسط، ولد في 21 أبريل 1979 في لشبونة في البرتغال. شارك مع منتخب الرأس الأخضر لكرة القدم. أما مع النوادي، فقد لعب مع أريس ليماسول وسبورتينغ براغا وفيتوريا سيتوبال ونافال.

## وصلات خارجية
- مانويل إستيفاو سانتشيز على موقع قاعدة بيانات كرة القدم.إي يو (الإنجليزية)
- مانويل إستيفاو سانتشيز على موقع قاعدة بيانات كرة القدم.إي يو (الإنجليزية)
- مانويل إستيفاو سانتشيز على موقع ناشيونال فوتبول تيمز (الإنجليزية)
- مانويل إستيفاو سانتشيز على موقع Soccerway.com (الإنجليزية)